# Hakan Kapan
Hakan Kapan (ur. 1 sierpnia 1967) – turecki judoka.
Uczestnik mistrzostw świata w 1991 i mistrzostw Europy w 1991 i 1992. Brązowy medalista igrzysk śródziemnomorskich w 1991 roku. Sędzia międzynarodowy.